# Eyes of the Insane
Eyes of the Insane è un singolo del gruppo musicale statunitense Slayer, pubblicato il 23 novembre 2006 come secondo estratto dal decimo album in studio Christ Illusion.
Il brano vinse un Grammy Award alla miglior interpretazione metal nel 2007. Inoltre esiste una versione alternativa del brano, presente nella colonna sonora del film Saw III - L'enigma senza fine

## Antefatti
Mentre stava camminando in un aeroporto, Tom Araya vide una rivista del Texas Monthly data marzo 2006, la cui copertina mostrava un elmo di un soldato, e notando l'articolo "Casualty of War" decise di comprarne una copia. L'articolo esplorava il coinvolgimento del personale militare del Texas nella Guerra in Iraq e includeva una lista dei soldati texani morti durante il conflitto, oltre anche a mostrare diverse foto di alcuni dei morti. Araya affermò più tardi che l'articolo «fece esplodere la sua mente».
Araya lesse l'articolo durante il volo di ritorno a Los Angeles. La pre-produzione dell'allora nuovo album Christ Illusion era già cominciata e il gruppo stava per intraprendere una sessione di tre giorni con il produttore Josh Abraham. Dopo queste sessioni, Araya rilesse l'articolo e trovandolo «molto profondo» cominciò a comporre il testo del brano a notte fonda. Il chitarrista Kerry King disse che «questi nuovi brani [provenienti da Christ Illusion] non sono del tutto politiche: Jihad, Eyes of the Insane – è ciò che spunta fuori a noi dalla TV.»

## Descrizione
Eyes of the Insane parla della storia di un soldato statunitense partito in Iraq, spinto per amor proprio della sua patria. Con il passare del tempo egli si accorge di essere capitato in un inferno, vedendo cose talmente tremende da farlo diventare totalmente pazzo. Più vedeva morti e sangue, più la sua psiche veniva disturbata, portandolo nella più profonda follia. Infine, il suo cervello, ormai leso dalle continue scabrosità, lo spinge a impiccarsi.
Sul piano musicale, il brano inizia con un pattern lento di batteria di Dave Lombardo, oltre il quale Hanneman and King suonano scale angolari e discendenti sulle chitarre. Questi riff di chitarra si evolvono versi dopo versi, e vengono descritti da AllMusic come «intensamente strazianti». Il brano prende forma gradualmente nel corso delle strofe e dell'interludio, prima di innalzarsi un ritornello «imponente».
Molti critici hanno mostrato una particolare attenzione alle parti vocali di Araya: Zach Hothorn di Prefix Magazine disse che il brano «permette ad Araya di mostrare la sua estensione vocale, fondamentale per creare tensione e per creare un brano agghiacciante di tre minuti e mezzo», mentre Ian Robinson di musicOMH notò che il brano «è particolare ma che presenta un piacevole cambiamento di ritmo. L'impressionante ritmo di batteria di Dave Lombardo fa da sostegno a un impressionante scream di Tom Araya.»

## Video musicale
Il video, diretto da Tony Petrossian, riprende la stessa tematica del brano, ma con la particolarità che l'unica cosa che viene ripresa è soltanto l'occhio del protagonista, in cui è possibile vedere i vari momenti che passa in guerra fino al suicidio.

## Tracce
CD 1
1. Eyes of the Insane – 3:23
2. Eyes of the Insane (Live) – 3:31

CD 2
1. Eyes of the Insane – 3:23
2. Cult (Live) – 4:37
3. Reborn (Live Video)

7"
- Lato A

1. Eyes of the Insane – 3:23

- Lato B

1. Cult (Live) – 4:37